# Вихрен (Благоевградская область)
Вихрен (болг. Вихрен) — село в Благоевградской области Болгарии. Входит в состав общины Сандански. Находится примерно в 8 км к северо-востоку от центра города Сандански и примерно в 49 км к юго-востоку от центра города Благоевград. По данным переписи населения 2011 года, в селе  проживало 6 человек, преобладающая национальность — болгары.

## Население
| Год     | 1934 | 1946 | 1956 | 1965 | 1975 | 1985 | 1992 | 2001 | 2011 |
| ------- | ---- | ---- | ---- | ---- | ---- | ---- | ---- | ---- | ---- |
| Жителей | 82   | 100  | 84   | 28   | 12   | 6    | 10   | 9    | 6    |

|  |